# آنتونیو چاواریاس
آنتونیو چاواریاس (اسپانیایی: Antonio Chavarrías‎؛ زادهٔ ۱۹۵۶ میلادی) تهیه‌کننده، نویسنده، فیلم‌نامه‌نویس، و کارگردان فیلم اهل اسپانیا است.
از فیلم‌ها یا مجموعه‌های تلویزیونی که وی در آن‌ها نقش داشته است می‌توان به پترا، پائو و برادرش و «بازی‌های بچگانه» (۲۰۱۲) اشاره نمود که در جشنواره بین‌المللی فیلم برلین به نمایش درآمد. فیلم «تو بازخواهی گشت» (۲۰۰۲) برای او نامزدی جایزه گویا برای «بهترین فیلم‌نامهٔ اقتباسی» را به ارمغان آورد و فیلم «جان‌های سلیا» (۲۰۰۶) در جشنواره بین‌المللی فیلم سن‌سباستین اکران شد.